# عملیات مخفی (بازی ویدئویی)
بازی عملیات مخفی (به انگلیسی: Operation Stealth)، در سال ۱۹۹۰ میلادی توسط شرکت دِلفین سافتور تولید گردید. این بازی توسط دو شرکت «یو.اس. گولد» و «اینترپلی انترتینمنت» برای رایانه‌های خانگی آمیگا، آتاری اس‌تی و ام‌اس-داس در اروپا و آمریکای شمالی منتشر گردید.
این بازی در آمریکای شمالی تحت مجوز جیمز باند و با عنوان Stealth Affair منتشر گردید.

## گیم پلی
عملیات مخفی یک بازی در سبک ماجراجویی، معمایی اشاره و کلیک است که شباهت بسیاری به بازی‌های معروف شرکت لوکاس آرتز در آن زمان دارد. بازیباز کنترل جیمز باند را بر عهده دارد. (در نسخه اروپایی این بازی نام شخصیت اصلی John Glames می‌باشد) و باید با استفاده از حل معماهای داخل بازی، داستان بازی را پیش ببرد.
کنترل بازی توسط فهرستی شامل ۶ دستور انجام می‌پذیرد که توانایی ترکیب دستورهای مختلف نیز در این بازی گنجانده شده است.

## داستان
شخصیت اصلی بازی یک مأمور مخفی سیا است که برای انجام یک مأموریت برای ردیابی یک نوع هواپیمای مخفی اف-۱۹ با تکنولوژی بالا که به تازگی طراحی شده است، به آمریکای جنوبی فرستاده می‌شود.

## جوایز
- سومین بازی برتر ماجراجویی سال ۱۹۹۰ به انتخاب مجله "آمیگا جوکر"
- ۴۶ امین بازی برتر تاریخ آمیگا به انتخاب مجله "آمیگا پاور" [۱]
- بهترین بازی ماجراجویی رایانه آتاری اس‌تی در سال ۱۹۹۰ به انتخاب مجله ST Format [۲]
- سیزدهمین بازی برتر تاریخ رایانه آتاری اس‌تی به انتخاب مجله ST Format در ژانویه ۱۹۹۳ [۳]